# Marc Ziegler
Marc Ziegler (* 13. Juni 1976 in Blieskastel) ist ein ehemaliger deutscher Fußballtorhüter und heutiger Torwarttrainer.

## Karriere

### Anfänge in Stuttgart
Er wechselte 1994 zum VfB Stuttgart.
Nachdem Torhüter Eike Immel viele Jahre lang seinen Stammplatz beim VfB Stuttgart innegehabt hatte, entschied sich Trainer Rolf Fringer 1995, Nachwuchstalent Ziegler eine Chance im Tor der Schwaben einzuräumen. Daraufhin entschied sich Immel für einen Wechsel zu Manchester City. Der 19-jährige Ziegler erhielt nun auch den Vorzug gegenüber Langzeit-Ersatzmann Eberhard Trautner und stand außer fünf Spielen während der Saison 1995/96 permanent im VfB-Tor. Er konnte jedoch nicht überzeugen, und am Ende der Saison belegte der VfB Rang zehn mit den ligaweit zweitmeisten Gegentoren (nur überboten von Eintracht Frankfurt).

### Über Umwege nach Österreich
In den folgenden drei Jahren hatte er insgesamt nur zwölf Einsätze, und nach einem kurzen Zwischenstopp bei Arminia Bielefeld wechselte er 2000 schließlich in die Türkei zu Bursaspor, wechselte im Winter 2001 dann jedoch zum österreichischen Erstligisten FC Tirol Innsbruck, wo er 2001 und 2002 österreichischer Meister wurde. Der 1,92 m große Torwart blieb dabei vom 15. Mai bis 22. September 2001 beim FC Tirol 1085 Minuten ohne Gegentor und hält damit einen Rekord in der österreichischen Bundesliga. In der darauffolgenden Saison erlangte er mit Austria Wien zwar den dritten Platz, wurde hier jedoch nur sporadisch eingesetzt.

### Rückkehr nach Deutschland
Auch in der Saison 2004/05 kam er nicht über die Rolle des Ersatzmanns hinaus, obwohl er die Saison zuvor beim deutschen Erstligisten Hannover 96 Stammtorhüter gewesen war. Danach wechselte er zunächst zu seinem Jugendverein 1. FC Saarbrücken in die 2. Bundesliga, für den er eine weitere Saison spielte und kehrte danach zu Arminia Bielefeld zurück.

### Zeit bei Borussia Dortmund
2007 unterschrieb Ziegler einen Drei-Jahres-Vertrag als zweiter Torwart beim Bundesligisten Borussia Dortmund. Durch eine Sperre des ersten Torwartes Roman Weidenfeller kam er dort bereits am dritten Spieltag der Saison 2007/08 zum Einsatz, wo er in drei Spielen kein Tor kassierte. Als sich Weidenfeller einer Schulteroperation unterziehen musste und für die Rückrunde der Saison 2007/08 ausfiel, wurde er von Marc Ziegler im Tor der Borussia vertreten. Zuvor wurde der halbjährige Posten Jens Lehmann angeboten, was dieser jedoch aus privaten Gründen ablehnte. Aufgrund eines Muskelfaserrisses im Oberschenkel wurde Ziegler wiederum für die letzten vier Saisonspiele sowie im Punktspiel gegen Hannover 96 durch den Amateurtorwart Marcel Höttecke vertreten. Ab der Saison 2008/09 war Ziegler wieder zweiter Torwart hinter Roman Weidenfeller. Mit Borussia Dortmund stand Ziegler am 19. April 2008 im DFB-Pokal-Finale in Berlin, das er mit 1:2 gegen den FC Bayern München verlor.

### Wechsel zum VfB Stuttgart
Zur Saison 2010/11 kehrte Marc Ziegler zum VfB Stuttgart zurück, bei dem er einen Vertrag bis Ende Juni 2013 unterzeichnete. Ziegler war beim VfB Ersatztorhüter hinter Sven Ulreich. Am 1. Dezember 2010 absolvierte er in der Gruppenphase der UEFA Europa League 2010/11 für die bereits für die nächste Runde qualifizierten Stuttgarter gegen den BSC Young Boys sein erstes Spiel nach seiner Rückkehr. Im Rückspiel des Sechzehntelfinals der Europa League gegen Benfica Lissabon am 24. Februar 2011 stand Ziegler in der Startelf und wurde in der 52. Spielminute nach einem Zusammenprall wegen einer schweren Gehirnerschütterung durch seinen Kollegen Ulreich ersetzt. Nachdem Ulreich seinen Stammplatz behauptet hatte, absolvierte Ziegler in den folgenden beiden Jahren keinen weiteren Pflichtspieleinsatz für den VfB. Am Ende der Saison 2012/13 wurde Zieglers auslaufender Vertrag nicht verlängert.

### Nach der aktiven Karriere
Von 2015 bis 2023 war Ziegler als Torwarttrainer und -koordinator bei den DFB-Junioren tätig.

## Titel und Erfolge
VfB Stuttgart
- 1× Finalist im Europapokal der Pokalsieger: 1997/98
- 1× Deutscher Pokalsieger: 1996/97
- 1× Pokalfinalist 2013
- 2× Ligapokalfinalist: 1997 und 1998

FC Tirol Innsbruck
- 2× Österreichischer Meister: 2000/01 und 2001/02

Borussia Dortmund
- 1× Deutscher Pokalfinalist: 2007/08